# Kanton Duclair
Kanton Duclair is een voormalig kanton van het Franse departement Seine-Maritime. Het kanton maakte deel uit van het arrondissement Rouen. Het werd opgeheven bij decreet van 27 februari 2014 met uitwerking in maart 2015.

## Gemeenten
Het kanton Duclair omvatte de volgende gemeenten:
- Anneville-Ambourville
- Bardouville
- Berville-sur-Seine
- Duclair (hoofdplaats)
- Épinay-sur-Duclair
- Hénouville
- Jumièges
- Mauny
- Le Mesnil-sous-Jumièges
- Quevillon
- Sainte-Marguerite-sur-Duclair
- Saint-Martin-de-Boscherville
- Saint-Paër
- Saint-Pierre-de-Varengeville
- Le Trait
- Yainville
- Yville-sur-Seine